# 15406 Bleibtreu
15406 Bleibtreu (1997 WV12) là một tiểu hành tinh vành đai chính được phát hiện ngày 23 tháng 11 năm 1997 bởi Spacewatch ở Kitt Peak.